# Carpodacus rubicilloides
Carpodacus rubicilloides е вид птица от семейство Чинкови (Fringillidae).

## Разпространение
Видът е разпространен в Бутан, Индия, Китай и Непал.